# Мілан Лукович
Мілан Лукович (серб. Milan Luković; народився 12 грудня 1986 у м. Белград, Югославія) — сербський хокеїст, воротар. Виступає за «Партизан» (Белград) у Сербській хокейній лізі.
Виступав за команди: «Црвена Звезда» (Белград), «Беостар» (Белград), «Войводина» (Новий Сад), ХК «Новий Сад», «Црвена Звезда» (Белград).
У складі національної збірної Сербії/Сербії і Чорногорії учасник чемпіонатів світу 2005 (дивізіон II), 2006 (дивізіон II), 2007 (дивізіон II), 2008 (дивізіон II), 2009 (дивізіон II), 2010 (дивізіон I) і 2011 (дивізіон II). У складі молодіжної збірної Югославії/Сербії і Чорногорії учасник чемпіонатів світу 2003 (дивізіон II), 2004 (дивізіон II), 2005 (дивізіон II) і 2006 (дивізіон II). У складі юніорської збірної Югославії/Сербії і Чорногорії учасник чемпіонатів світу 2002 (дивізіон III), 2003 (дивізіон II) і 2004 (дивізіон II).